# Cousolre
Cousolre és un municipi francès, situat a la regió dels Alts de França, al departament del Nord, regat per l'Hantes. L'any 2006 tenia 2.428 habitants.

## Demografia
| 1962                                       | 1968  | 1975  | 1982  | 1990  | 1999  | 2006  |
| ------------------------------------------ | ----- | ----- | ----- | ----- | ----- | ----- |
| 2.396                                      | 3.004 | 2.894 | 2.632 | 2.471 | 2.362 | 2.428 |
| Des de 1962: població sense dobles comptes |       |       |       |       |       |       |

## Administració
| Període   | Identitat       | Partit |
| --------- | --------------- | ------ |
| 1999-2006 | Jean Hénaut     |        |
| 2006-     | Maurice Boisart |        |

## Galeria d'imatges

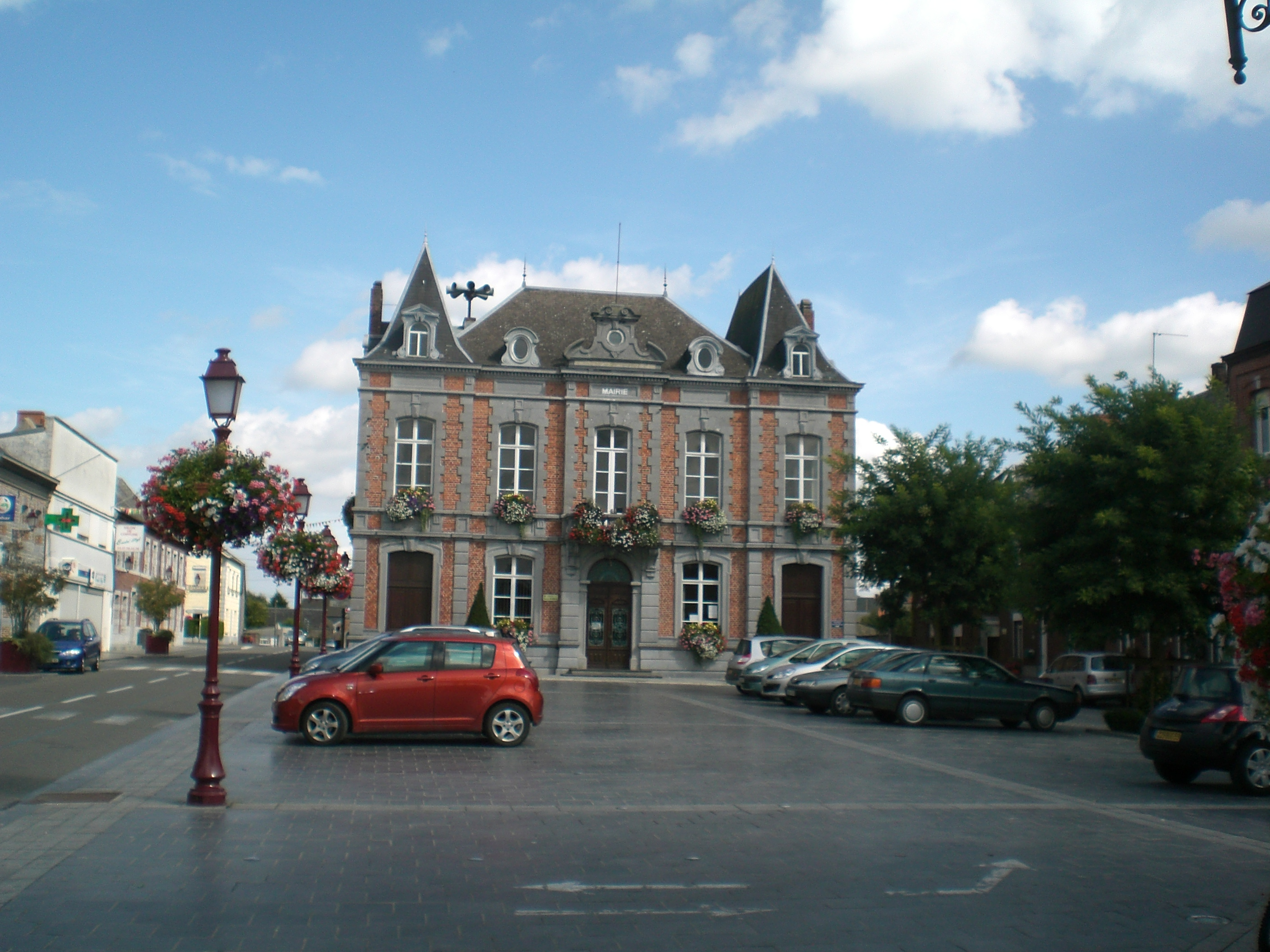
Alcaldia
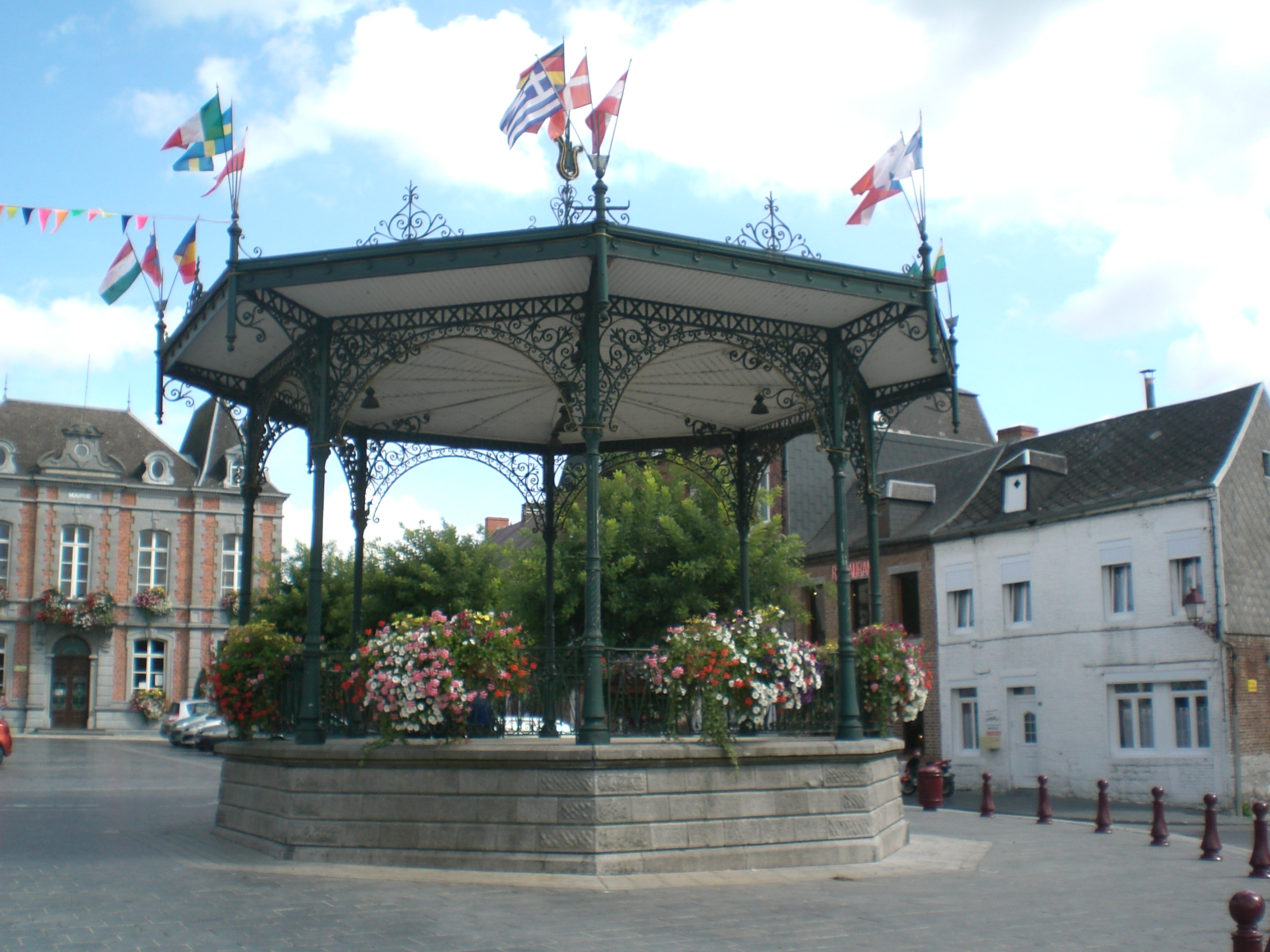
Quiosc
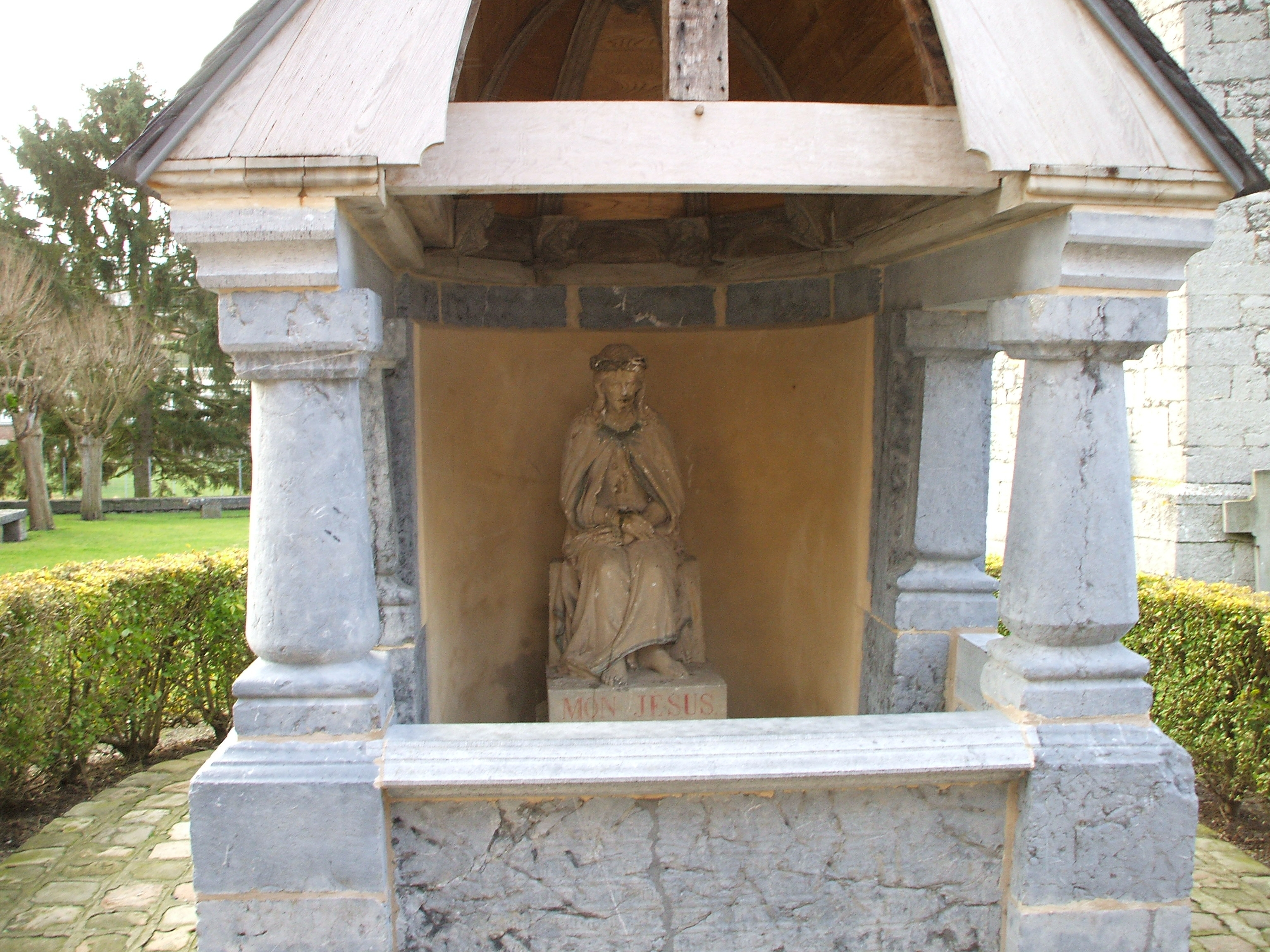
Capella del Bon Dieu de Pitié de Cousolre (1558)
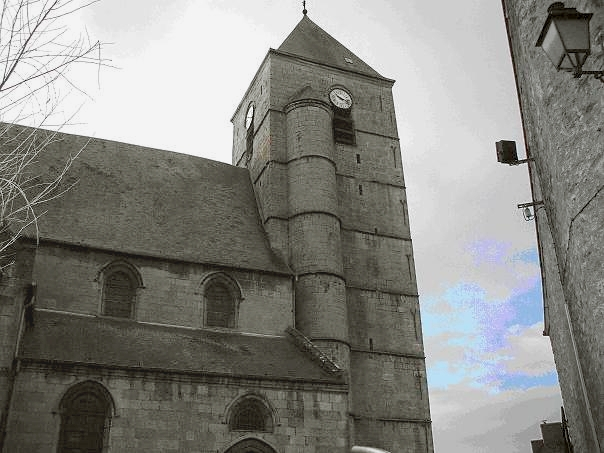
Església Saint-Martin de Cousolre